# Pseudomma
Pseudomma är ett släkte av kräftdjur som beskrevs av Georg Ossian Sars 1870. Pseudomma ingår i familjen Mysidae.

## Dottertaxa tillPseudomma, i alfabetisk ordning[1][2]
- Pseudomma affine
- Pseudomma antarcticum
- Pseudomma armatum
- Pseudomma australe
- Pseudomma belgicae
- Pseudomma berkeleyi
- Pseudomma bispinicaudum
- Pseudomma brevicaudum
- Pseudomma brevisquamosum
- Pseudomma californica
- Pseudomma calmani
- Pseudomma chattoni
- Pseudomma crassidentatum
- Pseudomma frigidum
- Pseudomma heardi
- Pseudomma intermedium
- Pseudomma izuensis
- Pseudomma japonicum
- Pseudomma jasi
- Pseudomma kruppi
- Pseudomma lamellicaudum
- Pseudomma latiphthalmum
- Pseudomma longicaudum
- Pseudomma longisquamosum
- Pseudomma magellanensis
- Pseudomma marumoi
- Pseudomma matsuei
- Pseudomma minutum
- Pseudomma multispina
- Pseudomma nanum
- Pseudomma okiyamai
- Pseudomma omoi
- Pseudomma roseum
- Pseudomma sarsii
- Pseudomma schollaertensis
- Pseudomma semispinosum
- Pseudomma spinosum
- Pseudomma surugae
- Pseudomma tanseii
- Pseudomma truncatum